# Troglava mečna mišica
Troglava mečna mišica ali troglava golenska mišica (latinsko musculus triceps surae) je mišica, sestavljena iz dvoglave mečne mišice in velike mečne mišice. Obe mišici sta s skupno kito (tendo calcaneus) pripeti na petnico; kita se imenuje tudi Ahilova tetiva, po grškem heroju Ahilu. Med kito mišice in petnico se nahaja burza (bursa tendidis calcanei).
Mišico prehranjuje zadnja golenična arterija (arteria tibialis posterior), oživčuje pa jo tibialni živec (nervus tibialis) (L5-S2).

## Funkcije
Mišica deluje kot fleksor goleni ter plantarni fleksor stopala. S tem praktično omogoča in stabilizira normano hojo in tek ter skoke.

## Patologija
Nemalokrat se pri športnikih lahko vname burza, kar imenujemo ahiloburzitis, skupno vnetje kite in burze pa ahilodinija.
Zaradi prevelikega pospeševanja ali hitre spremembe smeri pri teku se lahko del mišice strga od kite, kar povzroči nenadno bolečino, ki se pojavi višje od ahilodinije, oteklino (edem), modrice zaradi lokalnih krvavitev, poleg tega pa lahko poškodovani zasliši rahel pok na omenjenem predelu in težko stoji na prstih. Zaradi poškodbe lahko pride tudi do krča (spazma) v mišici.